# 池田町青少年研修施設
池田町青少年研修施設（いけだちょうせいしょうねんけんしゅうしせつ）とは、岐阜県揖斐郡池田町にある池田町の社会教育施設（青年の家）。

## 概要
- 児童、生徒、青少年の健全な心身の育成、学習研修活動の促進に寄与することを目的とした施設である[2]。1995年（平成7年）完成[1]。
- 岐阜県にある公立青少年教育施設の一つであり、宿泊型の青年の家である[3]。最大宿泊人数は100人[3]。

## 施設概要
- 研修室（宿泊室）
  - 2A - 定員30人
  - 2B - 定員10人
  - 2C - 定員20人
  - 2D - 定員10人
  - 2E - 定員20人
- 食堂兼研修室
- 厨房
- 男子シャワー室
- 女子シャワー室

## 利用案内
- 利用時間：8：30 - 21：30　※宿泊可能
- 休館日：月曜日(その日が祝日に当たる場合は利用可能)、年末年始（12月29日 - 1月3日）

## 交通アクセス
- 養老鉄道養老線池野駅下車、徒歩約15分

## 周辺
- 池田町総合体育館
- 霞間ヶ渓スポーツ公園
- 霞間ヶ渓
- 池田町霞間ケ渓さくら会館